# Nissan 810
O 810 é um automóvel de grande porte, produzido pela Nissan entre 1977 e 1980, nas configurações sedan, coupé e station wagon. Foi vendido nos Estados Unidos como Datsun 810. Seu sucessor é o Maxima.